# Список дипломатических миссий Словении

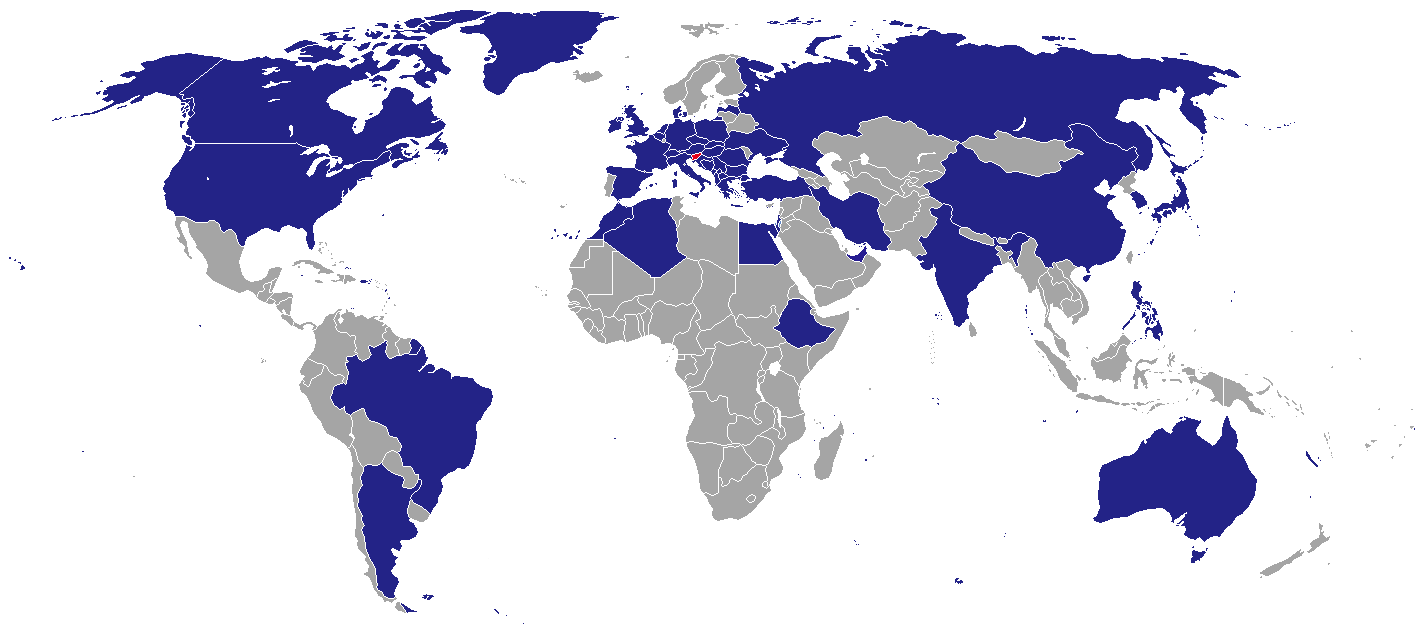

Список дипломатических миссий Словении — дипломатические представительства Словении сосредоточены преимущественно в странах Европы.

## Европа
- Албания, Тирана (посольство)[1]
- Австрия, Вена (посольство)[2]
  - Клагенфурт (генеральное консульство)
- Бельгия, Брюссель (посольство)[3]
- 🇧🇬 Болгария , София (посольство)[4]
- Босния и Герцеговина, Сараево (посольство)[5]
- Хорватия, Загреб (посольство)[6]
- Чехия, Прага (посольство)[7]
- Дания, Копенгаген (посольство)[8]
- Финляндия, Хельсинки (посольство)
- Франция, Париж (посольство)[9]
- Германия, Берлин (посольство)[10]
  - Мюнхен (генеральное консульство)
- Греция, Афины (посольство)[11]
- Ватикан (посольство)[12]
- Венгрия, Будапешт (посольство)[13]
  - Сентготтхард (генеральное консульство)
- Ирландия, Дублин (посольство)[14]
- Италия, Рим (посольство)[15]
  - Триест (генеральное консульство)
- Косова, Приштина (посольство)[16]
- 🇱🇻 Латвия, Рига (посольство)[17]
- Македония, Скопье (посольство)
- Черногория, Подгорица (посольство)[18]
- Нидерланды, Гаага (посольство)[19]
- Польша, Варшава (посольство)[20]
- Португалия, Лиссабон (посольство)
- Румыния, Бухарест (посольство)[21]
- Россия, Москва (посольство)[22]
- Сербия, Белград (посольство)[23]
- Словакия, Братислава (посольство)[24]
- Испания, Мадрид (посольство)[25]
- Швеция, Стокгольм (посольство)
- Швейцария, Берн (посольство)[26]
- Украина, Киев (посольство)[27]
- Великобритания, Лондон (посольство)[28]

## Америка
- Канада, Оттава (посольство)
  - Торонто (генеральное консульство)
- США, Вашингтон (посольство)
  - Кливленд (генеральное консульство)
  - Нью-Йорк (генеральное консульство)
- Аргентина, Буэнос-Айрес (посольство)
- Бразилия, Бразилиа (посольство)

## Африка
- Египет, Каир (посольство)

## Азия
- Китай, Пекин (посольство)
- Индия, Нью-Дели (посольство)
- Израиль, Тель-Авив (посольство)
- Япония, Токио (посольство)
- Палестина, Рамаллах (представительство)
- Турция, Анкара (посольство)
  - Стамбул (генеральное консульство)

## Океания
- Австралия, Канберра (посольство)

## Международные организации
- - Брюссель (постоянные миссии при ЕС и NATO)
  - Женева (постоянные миссии при учреждениях ООН)
  - Нью-Йорк (постоянная миссия при United Nations)
  - Париж (постоянная миссия при ЮНЕСКО)
  - Рим (постоянная миссия при ФАО)
  - Страсбург (постоянная миссия при Совете Европы)
  - Вена (постоянные миссии при учреждениях ООН и ОБСЕ).